# În slujba regelui Angliei
În slujba regelui Angliei (în cehă Obsluhoval jsem anglického krále) este un film ceh din anul 2006, regizat de Jiří Menzel și inspirat dintr-un roman scris de Bohumil Hrabal. Acest film este cea de-a șase adaptare pentru film realizată de Menzel după opera lui Hrabal. Filmul a avut premiera în Marea Britanie și SUA în 2008.

## Rezumat
Jan Dítě a fost eliberat dintr-o închisoare din Cehia chiar înainte de expirarea pedepsei de 15 ani de temniță și se stabilește într-un oraș aflat în apropierea graniței între Cehoslovacia și Germania. El își ocupă timpul cu reconstruirea unei case părăsite și începe să-și amintească trecutul său, spunând că principala sa dorință în viață a fost să fie milionar. Jan și-a început cariera ca vânzător de cârnăciori într-o o stație de cale ferată și a învățat repede puterea banilor și influența pe care aceștia o exercită asupra oamenilor.
La un moment dat în timpul amintirilor sale, o tânără femeie, Marcela, și tovarășul ei de călătorie mai în vârstă, de meserie profesor, se stabilesc în zonă. Jan și Marcela dezvoltă o atracție reciprocă, deși aceasta rămâne neconsumată din punct de vedere fizic. Filmul continuă să alterneze între trecut și prezent, pe măsură ce relația dintre bătrânul Jan și noii săi vecini se dezvoltă.
În restaurant, tânărul Jan are o serie de aventuri cu diferite femei, inclusiv cu o actriță și cu o prostituată de la un bordel. El trece pe rând pe la mai multe locuri de muncă, efectuând inclusiv un stagiu la un centru de sănătate, Hotelul Tichota, unde are o aventură cu o cameristă. Jan găsește în cele din urmă un post de chelner la Hotelul Paříž din Praga, unde intră sub tutela lui Skřivánek, șeful de restaurant, care pretinde că el l-a servit odată pe regele Angliei. În cele din urmă, Jan îl servește într-o ocazie pe împăratul Etiopiei. Împăratul încearcă să-i dea o medalie lui Skřivánek, dar pentru că el era mic de înălțime, nu poate ajunge la gâtul șefului de restaurant pentru a i-o agăța. Atunci, împăratul îi agață medalia la gâtul lui Jan, care era mai mic de statură.
Odată cu anexarea Cehoslovaciei de către cel de-al Treilea Reich, Jan se îndrăgostește de Liza, o tânără germană din regiunea Sudeților care îl diviniza pe Adolf Hitler. Ea este de acord să se căsătorească cu el numai după ce acesta dovedește, în urma unui examen medical, că este de origine pur ariană. În timpul ocupației, ceilalți chelneri și directorul hotelului, Brandejs, își exprimă disprețul față de ocupanții germani prin încercarea lor de a nu-i servi. Jan este singurul membru al personalului care nu-și exprimă rezistență simbolică în acest mod. Brandejs îl concediază pe Jan din acest motiv și îi spune că o să-i convingă pe toți hotelierii din Praga să nu-l angajeze. Când Jan și Liza apar mai târziu la restaurant în calitate de clienți, iar Jan își bate joc de Skřivánek, șeful de restaurant îi varsă în cap lui Jan castronul cu mâncare în semn de protest. În cele din urmă, Skřivánek este luat de către autoritățile de ocupație și nu mai este văuut niciodată.
În timpul celui de-al doilea război mondial, Jan lucrează la fostul hotel Tichota, pe care autoritățile germane îl transformaseră într-un institut în care femeile germane erau folosite pentru a da naștere unei „rase superioare”, cu soldați arieni selectați. Fostul proprietar, domnul Tichota, mergea într-un scaun cu rotile, dar a fost luat de nemți și nu a mai fost văzut vreodată. În același timp, Liza lucrează ca asistentă medicală pe frontul rusesc. Ea se întoarce cu timbre valoroase luate din casele evreilor polonezi care fuseseră deportați în lagărele de concentrare. Pe măsura trecerii anilor de război și a retragerii germanilor din ofensivele militare, femeile sunt mutate din fostul hotel, în locul lor fiind aduși soldați răniți și invalizi. La sfârșitul războiului, clădirea este atacată, iar soldații și personalul evacuați. Liza încearcă să-și salveze colecția de timbre pentru a o folosi după război, dar moare atunci când acoperișul spitalului se prăbușește. Jan găsește corpul neînsuflețit al Lizei și-i ia din mâini cutia cu timbre. După război, valoarea timbrelor deținute de Jan crește, iar acesta le vinde și cumpără fostul hotel Tichota, devenind un prosper om de afaceri.
După ce comuniștii ajung la putere în Cehoslovacia în 1948, Jan își pierde proprietatea și averea atunci când le spune activiștilor că și el este milionar. Este condamnat la închisoare pentru 15 ani: un an pentru fiecare milion din averea sa. În închisoare, el vede că Brandejs și ceilalți foști clienți bogați sunt deținuți. Jan încearcă să stea printre ei, dar ei îl exclud din cercul lor.
Marcela și profesorul părăsesc zona. Jan termină refacerea locuinței sale și la urmă își lasă timbrele să fie luate de vânt și duse în vale.

## Distribuție
- Ivan Barnev - tânărul Jan Dítě
- Kyle Kahunt - regele Angliei
- Oldrich Kaiser - bătrânul Jan Dítě
- Julia Jentsch - Liza
- Martin Huba - Skřivánek
- Marián Labuda - Walden
- Milan Lasica - profesorul
- Josef Abrhám - Brandejs
- Jaromír Dulava - Karel
- Pavel Nový - generalul
- István Szabó - agentul de schimb
- Tonya Graves - împăratul Abisiniei
- Rudolf Hrusínský - Tichota
- Petr Ctvrtnícek - brokerul
- Jirí Sesták - chelnerul
- Zdenek Zák - milițianul
- Emília Vášáryová - doamna Rajska
- Zuzana Fialová - Marcela
- Václav Chalupa - Hrdlicka
- Petra Hrebícková - Jaruska
- Eva Kalcovská - Wanda
- Sárka Petruzelová - Julinka

## Aprecieri critice
În slujba regelui Angliei a primit în general aprecieri pozitive din partea criticilor. Până la 11 octombrie 2008, Rotten Tomatoes a raportat că 80% dintre critici au evaluat pozitiv acest film ca urmare a 71 de aprecieri, fiind în consens că "Cu farmec și un ochi îndreptat către momentele dulci-amărui ale vieții, maestrul Noului Val Ceh Jiri Menzel a realizat o poveste picarescă". Metacritic a raportat că acest film a obținut o medie de 72 din 100 puncte ca urmare a 26 de aprecieri critice, indicând în general un răspuns favorabil.
Filmul a apărut în unele topuri realizate de critici ale celor mai bune filme ale anului 2008. Peter Rainer de la The Christian Science Monitor l-a clasificat al 6-lea cel mai bun film din 2008, iar Dennis Harvey de la Variety l-a clasificat al 8-lea cel mai bun film din 2008.
El a primit Premiul Gopo pentru cel mai bun film european din 2009, acesta fiind decernat filmului european care a obținut cel mai mare succes de box office în România în 2008.